# Jerry Orbach
Jerry Orbach, eg. Jerome Bernard Orbach, född 20 oktober 1935 i Bronx, New York, död 28 december 2004 på Manhattan i New York, var en amerikansk skådespelare.
Orbach växte upp i Mount Vernon, New York m.fl. orter, genomgick högre utbildning vid Northwestern University och studerade för Lee Strasberg vid Actors Studio i New York.
Han spelade advokaten Billy Flynn i musikalen Chicago på Broadway 1975, pappan i Dirty Dancing och Lennie Briscoe i TV-serien I lagens namn.
Jerry Orbach dog i prostatacancer år 2004.

## Filmografi i urval
- 1958 – Polisens dödsfiender
- 1971 – Snedskjutargänget
- 1977 – Ondskans redskap
- 1981 – P-nissarna
- 1981 – Prince of the City
- 1984 – The Streets
- 1985 – Brewsters miljoner
- 1985–1991 – Mord och inga visor (TV-serie) (återkommande gästroll)
- 1986 – F/X - Dödlig effekt
- 1986 – Out on a Limb
- 1986 – The Imagemaker
- 1986 – Dream West
- 1987 – Dirty Dancing
- 1987 – I skuggan av ett brott
- 1987 – I tjuvars sällskap
- 1989 – Perry Mason: Fallet med den musikaliske mördaren
- 1989 – Slutstation Brooklyn
- 1989 – Små och stora brott
- 1990 – A Gnome Named Gnorm
- 1991 – Yr i bollen
- 1991 – Dödlig hämnd
- 1991 – Perry Mason: Fallet med den hänsynslöse reportern
- 1991 – Dödens motorväg
- 1991 – Dead Women in Lingerie
- 1991 – Skönheten och odjuret (röst)
- 1992 – Ärligt talat
- 1992 – Dödligt virus
- 1992 – Universal Soldier
- 1992 – Mr. Saturday Night
- 1992 – Mastergate
- 1998 – I lagens namn: Jakten på en mördare
- 2000 – Prince of Central Park
- 2000 – Chinese Coffee
- 2005 – Law & Order: Trial by Jury (TV-serie)